# デッカ・レコード

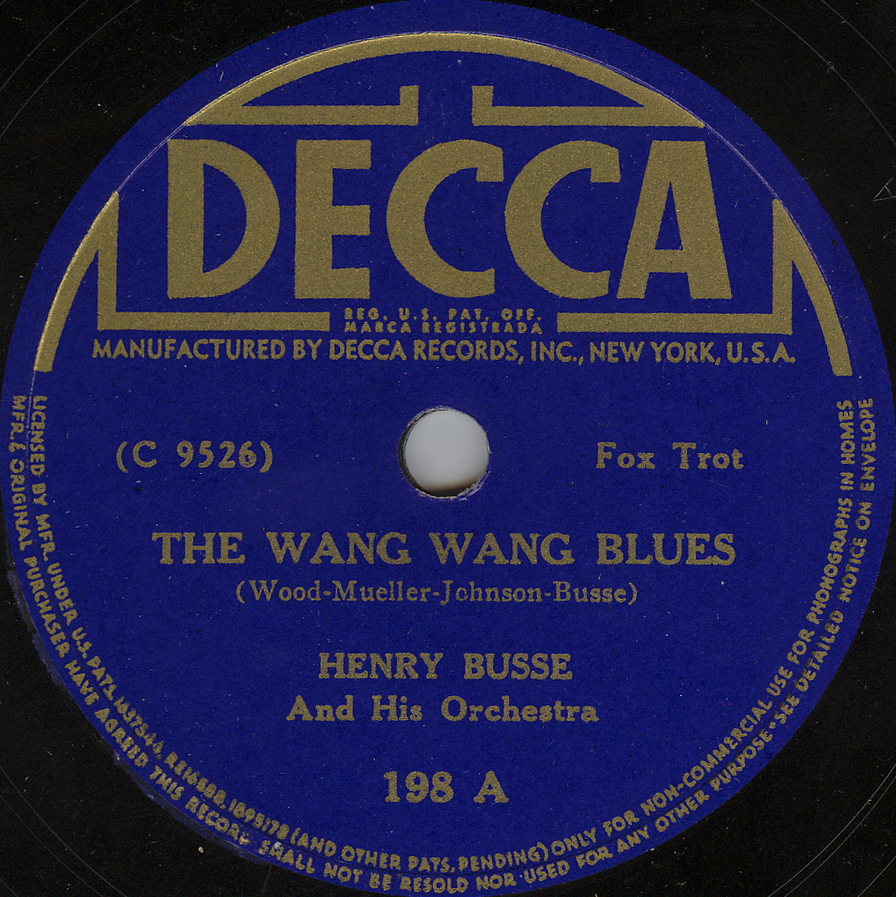
アメリカのデッカのレーベル。1934年にトランペットのスター、ヘンリー・バッシーをフィーチャーしたアルバムから。このレコードは 78 回転に標準化される前に製作されたもので、回転数がレーベルに記されていないため、正しい回転数は不明である（それが普通だった）。

デッカ・レコード（Decca Records）は、イギリスのレコード会社。アメリカ合衆国にも子会社を設立したが、第二次世界大戦の混乱の中で両社の資本関係は切れ、その後は各々が独自の道を歩むことになった。しかし、1990年代の世界的な音楽業界の再編によって、現在は両社共にユニバーサル ミュージック グループの一部となっている。

## イギリス・デッカ
1929年に株式仲買人であったエドワード・ルイスによって設立されたデッカは、1930年代に勢力を伸ばし、EMIと並んでイギリスの2大レコード会社となった。同社はアメリカのレコード会社からイギリスでの配給権を得ることに熱心で、ブランズウィック・レコード、RCAビクター、アトランティック、フィレスやドイツのポリドールなどの録音をイギリスにおいて配給していた。
第二次世界大戦勃発直前に潜水艦ソナー開発の一翼を担い、その技術を応用してffrrというハイファイ録音技術で多くの作品を発表した。またウィーン・フィルハーモニー管弦楽団と完全専属契約を締結し、同楽団の録音を独占した。
1962年にはオーディションでビートルズを不採用とする失態を犯したものの（ただし、このとき採用されたブライアン・プール＆ザ・トレメローズも、全英チャートに到達する程の成功を収めているほか、ビートルズも結果的にEMIに採用されたことでジョージ・マーティンとの出会いやリンゴ・スターの加入など、後の大成功に不可欠な要素を得る結果となっている） 、ローリング・ストーンズをデビューさせ、ブリティッシュ・インヴェイジョンの一翼を担った。また、1966年にはプログレッシヴ・ロック、ブルースロックなど当時としては革新的な音楽性を持つアーティストを扱う専門レーベルであるデラム・レコード（DERAM）を設立し、ムーディー・ブルースやキャメル、テン・イヤーズ・アフターなどを送り出した。こういったサブ・レーベルの設立は世界初とされる。
しかし、1960年代後半からアメリカのレコード会社がイギリスに自社の配給網を作るようになって徐々にデッカの手を離れると共に、1970年にはローリング・ストーンズが他社へ移籍するなどして、同社のポップス分野での勢いは次第に弱まっていった。
なお、同社の作品をアメリカで販売する際には、デッカという商標をアメリカ支社が保有している関係上、ロンドンレコードというレーベル名でオリジナル・ロゴが使用された。日本でも1990年代まではロンドンレコードの名称を使用していた。
1980年にポリグラムによって買収された後、デッカはポップスから手を引き、クラシック音楽のレーベルとしてのみ残った。現在はユニバーサルミュージック内のユニバーサルクラシックスの一部門という位置づけられているが、ジャズ部門においてはヴァーヴ・レコードから発売されている。更に、2007年からは、フィリップス・レコードのクラシック部門が、自社グループの傘下に入った。
日本での配給はキングレコードが1953年頃から行っていたが、本体がポリグラム傘下となった結果、1982年にポリドールの完全子会社として新たに設立されたロンドンレコード株式会社に移った。ただし、1970年代前半までのタイトル（主にクラシック作品）は英デッカの意向によりキングレコードから引き続き発売されたものもあった。これはユニバーサルミュージック傘下となった2000年まで続いた。なお、ロンドンレコードは1984年に親会社のポリドールに吸収合併された。

### 沿革
- 1929年 元株式仲買人のエドワード・ルイスによって、設立される。
- 1941年頃　第2次世界大戦中に、潜水艦の音を聞き分ける目的として、ffrr（Full Frequency Range Recording）という当時としては画期的な高音質録音方式を開発する。
- 1944年 デッカ航法を開発[2]。
- 1945年 ffrr方式による高音質録音のSP盤を発売。
- 1949年頃 テープ・レコーダーを使った録音を開始。
- 1950年6月 ffrr方式を採用した高音質仕様でLPの発売を開始する。（詳細は、ffrrの項を参照のこと）
- 1953年11月4日 自社のハムステッド・スタジオにて、ステレオ録音の実験を開始。録音媒体は、自社で開発した垂直-水平（V-L）方式（後にステレオ・レコードの正式規格となった45/45方式とは違う方式）によるディスク・カッターだった。（マントヴァーニ楽団の演奏を録音）
- 1954年5月13日 スイスのジュネーブにあるビクトリア・ホールにて、米アンペックス社のステレオ・テープ・レコーダー（350 model 1）を使い、ステレオの実用化試験録音を開始。（R・コルサコフ作曲、交響曲第2番「アンタール」。演奏はエルネスト・アンセルメ指揮、スイス・ロマンド管弦楽団）
- 1954年7月　ローマのサンタ・チェチーリア音楽院にて、オペラのステレオ録音を開始する。（アルベルト・エレーデ指揮によるヴェルディ「オテロ」全曲など）
- 1955年7月 当時の西独のバイロイト祝祭劇場での「バイロイト音楽祭」にて、世界初のステレオによるワグナーの楽劇「ニーベルングの指環」全4部作を録音する。（ヨーゼフ・カイルベルト指揮による。しかし、独唱者の当時のレコード会社の契約関係の問題により発売は見送られ、2006年にようやくテスタメント社から発売される）
- 1956年　EMIが米キャピトル社を買収したことにより、米RCAビクターの発売権を取得。同時に、自社の専属契約アーティストを使っての米RCAビクターへの録音をステレオで開始する（ライナー指揮ウィーン・フィルによるR・シュトラウス「死と変容」など）。
- 1958年　ヨーロッパや米RIAAのステレオ・レコードの規格としてが45/45方式を採用したのを期に、自社で開発したV/L方式を断念し、西独テルデック社に45/45方式のステレオ・カッターを注文、納入する。
- 1958年7月　ステレオ・レコードの標準規格となった45/45方式によるステレオ・レコードの発売を開始。ffss(Full Frequency Stereophonic Sound)をキャッチ・フレーズとして、自社のステレオ録音の優秀性をアピールする。また、ステレオ・レコードのカッティングに於いては、世界初のハーフ・スピード・カッティングを行った（1968年のノイマン社のSX-68の導入以前まで続けられた）。詳細は、ffssの項を参照のこと。
- 1958年9月24日　ウィーンのゾフィエンザールにて、ワグナーの楽劇「ニーベルングの指輪」全4部作のスタジオ録音を開始する。（ゲオルク・ショルティ指揮、ウィーン・フィルほか。最初の録音は「ラインの黄金」。1965年に「ワルキューレ」を最後に全曲録音を完了する）
- 1963年 アンペックス社の4トラック・テープ・レコーダーを使って録音した新シリーズ「フェイズ４」レコードを発売開始。
- 1966年 デラム・レコードを設立
- 1966年 ドルビー研究所が開発したノイズ・リダクション・システムを使った世界初の録音を行う。
- 1968年 レコードのカッティング・マシーンにノイマン社のSX-68を導入、運用開始。
- 1971年頃　RCAのレコードの販売権が消滅する。これにより、同社の自社アーティストを使った録音が終了し、更に、一部を除き、今までRCA向けに録音した自社録音の原盤権をRCA社から自社に移した。
- 1978年 18ビット直線、48kHzという、当時としては最高性能であるデジタル録音機を開発、同機を使ったデジタル録音を開始する。（最初の録音は同年12月で、ドホナーニ指揮、ウィーン・フィルによるメンデルスゾーン「イタリア」ほか）
- 1979年 1月1日、ボスコフスキー指揮ウィーン・フィルによる「ニューイヤー・コンサート」をデジタル録音、同年春に同社初のデジタル録音レコードとして発売する。
- 1980年 ポリグラムに買収される。
- 1982年10月　コンパクト・ディスク・ソフトの発売を開始する（西独ポリグラム社のプレスによる）。
- 1998年 ポリグラムがシーグラムに買収され、シーグラムの音楽部門「ユニバーサルミュージック」に吸収される。
- 2001年頃 フィリップス・レコードのクラシック部門が、自社グループの傘下に入る。
- 2009年 クラシックに於いてのフィリップス・レコード原盤でのPHILIPSロゴの表示を一切停止し、全てDECCAに置き換える。

### 主なアーティスト（ロック、ポピュラー音楽部門）
- キャメル
- ザ・トルネイドース
- ザ・フー
- スモール・フェイセス
- マリアンヌ・フェイスフル
- ムーディー・ブルース
- ローリング・ストーンズ

### 主なアーティスト（クラシック部門）
- エーリヒ・クライバー
- クレメンス・クラウス
- ヴィルヘルム・バックハウス
- ハンス・クナッパーツブッシュ
- キャスリーン・フェリア
- マリオ・デル＝モナコ
- レナータ・テバルディ
- ジュリエッタ・シミオナート
- エットーレ・バスティアニーニ
- チェーザレ・シエピ
- ジョーン・サザーランド
- ヴィリー・ボスコフスキー
- エルネスト・アンセルメ
- カール・ベーム
- ピエール・モントゥー
- ベンジャミン・ブリテン

自作自演を含む多数の作品を録音
- ピーター・ピアーズ
- ゲオルク・ショルティ
- カール・ミュンヒンガー
- クリフォード・カーゾン
- イシュトヴァン・ケルテス
- ジュリアス・カッチェン
- ホルヘ・ボレット
- ルチアーノ・パヴァロッティ
- ウラディーミル・アシュケナージ
- シャルル・デュトワ
- キリ・テ・カナワ
- ラドゥ・ルプー
- チョン・キョンファ
- クリストファー・ホグウッド（オワゾリールにも数多く録音）
- クリストフ・フォン・ドホナーニ
- リッカルド・シャイー
- アンドラーシュ・シフ
- マティアス・ゲルネ
- チェチーリア・バルトリ
- レネ・フレミング
- アンジェラ・ゲオルギュー
- 小澤征爾
- タカーチ弦楽四重奏団
- ヴァレリー・ゲルギエフ（フィリップスがデッカの傘下に入ってからはデッカにも度々録音）
- ウィーン・フィルハーモニー管弦楽団

一時期は専属契約も結んでいた。本来ドイツ・グラモフォンの専属であるベームがウィーン・フィルとの録音をデッカに残しているのはそのためである。
- ベルリン・フィルハーモニー管弦楽団
- ロイヤル・コンセルトヘボウ管弦楽団
- ライプツィヒ・ゲヴァントハウス管弦楽団
- スイス・ロマンド管弦楽団
- モントリオール交響楽団
- シカゴ交響楽団
- クリーヴランド管弦楽団

他

## アメリカ・デッカ
英デッカの米国子会社として1934年に設立された米デッカは、第二次世界大戦中に親会社との資本関係を失った。しかし、ビング・クロスビーやパツィ・クラインなどの人気スターを輩出し、独立会社として伸張した。1940年にはブランズウィック・レコードを、1952年にはユニヴァーサル映画を傘下に収めている。1950年代にはバディ・ホリーやジャッキー・ウィルソンを送り出し、ロックンロールの成立の一翼を担った。
1962年にMCAに買収され、後にMCAレコードと改名した。その後、ABCレコードやゲフィン・レコードを買収して規模を拡大し、1998年にポリグラムとの合併によって世界最大のレコード会社となり、英デッカと再び同系列となった。これを機に英デッカもアメリカ及び日本でのレーベルを「ロンドン」から「デッカ」に変更した。

### 沿革
- 1934年 英デッカの子会社として設立。
- 1939年 英デッカ創業者のエドワード・ルイスが株式を売却。ただし、ルイスは終戦（1945年）まで会長に留まる[3]。
- 1940年 ブランズウィックを買収する[3]。
- 1942年 ニューヨーク証券取引所に上場[3]。
- 1952年 ユニヴァーサル映画を買収する。
- 1962年 MCAに買収される。
- 1973年 MCAレコードと改名する。
- 1995年 親会社のMCAがシーグラムに買収される。
- 1996年 ユニバーサルミュージックと改名する。
- 1998年 シーグラムがポリグラムを買収し、ユニバーサルミュージックと合併させる。

### 主なアーティスト（ポピュラー音楽、ジャズ部門）
- ルイ・アームストロング
- カウント・ベイシー
- ジミー・ランスフォード（en:Jimmie Lunceford）
- ジェーン・フローマン（en:Jane Froman）
- ボズウェル・シスターズ（en:Boswell Sisters）
- ビリー・ホリデイ
- アンドリュース・シスターズ（en:The Andrews Sisters）
- テッド・ルイス（en:Ted Lewis (musician)）
- ディアナ・ダービン
- ジュディ・ガーランド
- ミルズ・ブラザーズ（en:Mills Brothers）
- ビリー・コットン（en:Billy Cotton）
- ガイ・ロンバード（en:Guy Lombardo）
- チック・ウェッブ（en:Chick Webb）
- ルイ・ジョーダン
- ボブ・クロスビー（en:Bob Crosby）
- ドーシー・ブラザーズ（en:The Dorsey Brothers）
- コニー・ボズウェル（en:Connee Boswell）
- ジャック・ヒルトン（en:Jack Hylton）
- ヴィクター・ヤング
- アール・ハインズ
- クロード・ホプキンス（en:Claude Hopkins）
- シスター・ロゼッタ・サープ
- チャーリー・ヘイデン
- ビング・クロスビー
- ペギー・リー